# Sœurs de Sainte-Marthe d'Antigonish
Ne doit pas être confondu avec Hospitalières de Sainte-Marthe de Beaune ou Sœurs de Sainte Marthe de Vintimille.
Les Sœurs de Sainte-Marthe sont une congrégation religieuse féminine de droit pontifical membre de la fédération des Sœurs de la charité.

## Histoire
En 1894, un groupe de jeunes femmes se réunit à Antigonish (Nouvelle-Écosse) à l'initiative de John Cameron, évêque du diocèse d'Antigonish, pour participer à l'administration de l'Université Saint-Francis-Xavier et aider les Sœurs de la charité d'Halifax dans l'esprit de Marthe de Béthanie. C'est au cours d'une retraite en juillet 1900 qu'elles décident de former une congrégation autonome, elles sont reconnues de droit diocésain le 29 juillet 1900 par John Cameron. Elles se vouent à l'éducation chrétienne de la jeunesse et à l'aide matérielle et spirituelle des séminaires formant des futurs prêtres. Leur champ d'activité est d'abord au St. Francis College avec son séminaire, mais aussi dans le diocèse, pour l'assistance aux malades. Elles ouvrent l'hôpital Sainte-Marthe d'Antagonish en 1906 qu'elles possèdent jusqu'en 1996, date à laquelle elles y assurent une mission de coordination.
La congrégation est connue dans tout le Canada à partir des années 1920 pour son dévouement aux personnes malades, aux mères abandonnées, aux mères célibataires, aux enfants délaissés, et aux élèves des écoles rurales, etc. Les années 1930 pendant la Grande Dépression les voient à l'œuvre. La congrégation reçoit le décret de louange le 22 décembre 1931 et ses constitutions religieuses sont définitivement approuvées le 3 avril 1943.

## Activités et diffusion
Les sœurs se consacrent au service dans les séminaires et les collèges ecclésiastiques, dans les hôpitaux, à l'enseignement et l'apostolat dans les paroisses.
Elles sont présentes au Canada dans les provinces de la Nouvelle-Écosse, du Québec et de l'Alberta.
La maison-mère se trouve à Antigonish.
En 2017, la congrégation comptait 107 sœurs dans 12 maisons.